# Сільві (Кіновсесвіт Marvel)
Сільві́ Лафейдо́ттір (англ. Sylvie Laufeydottir; народилася Ло́кі Лафейдо́ттір) — персонаж з медіафраншизи Кіновсесвіту Marvel (КВМ), зображена Софією Ді Мартіно, частково заснованою на персонажах Леді Локі та Сільві Лаштон (Чарівниці) із Marvel Comics. Вона є альтернативною версією Локі, яка допомагає йому боротися за поваленням УЧЗ у серіалі Локі (2021). Вона сподівається знищити УЧЗ і «звільнити» всесвіт від Священного Часоряду через дії УЧЗ раніше в її житті, вважаючи себе агенткою самого всесвіту.

## Концепція, кастинг та характеристика
Сільві — це оригінальний персонаж, створений для КВМ, натхненний Леді Локі, жіночою формою оригінального Локі, яка дебютувала у Thor Vol. 2 #80 після події Раґнарок та Сільві Луштон, другої ітерації Чарівниці, представленої в Dark Reign: Young Avengers #1. У коміксах Луштон — дівчина з Брокстона, штат Оклахома, яка отримує магічні сили, надані їй, коли асгардіанці заволоділи її будинком. Пізніше вона стала тимчасовою учасницею «Молодих Месників» і так званої «Богині пустощів» псевдонімом, який шоу адаптувало до Сільві. Батьківський підсумував персонажа так: «Хоча комікси мають на увазі, що якась версія Локі створила Сільві, вони не є одним і тим же персонажем. Те, що вдалося зробити серії Локі, — це, здавалося б, поєднання характеру Сільві та Леді Локі в нову особу: Варіант Локі, який використовує псевдонім „Сільві“.» Ді Мартіно пройшла прослуховування на роль з Гіддлстоном під фальшивими іменами «Боб» і «Сара», і лише потім їй сказали, яку роль вона виконує. У кінцевому підсумку вона була представлена в листопаді 2019 року з повідомленнями про те, що вона грає жіночу версію Локі в тій чи іншій формі. За словами Ді Мартіно, було важливо зробити персонажа унікальним та оригінальним, зберігаючи при цьому важливі аспекти особистости Локі. Геррон представила героя як «абсолютно нову історію в новій історії» з її фізичністю та манерами, подібними до Локі Гіддлстона. Геррон хотів, щоб Ді Мартіно зіграла роль, тому що те, як вона «має у собі цей вогонь, і вона приносить цю дивовижну вразливість усім її героям», використовуючи її, щоб допомогти створити Сільві як альтернативну Локі, яка може тримати її, не відволікаючи уваги від її альтернативного колеги. Гіддлстон висловив хвилювання, коли Ді Мартіно взяла на себе роль, коментуючи: "Я не можу дочекатися, коли глядачі побачать Софію в цьому … у неї є пустощі, грайливість, можливо, трохи фрагментації інтер'єру і деякі зламані емоції … але [вона] настільки віддана, і вона зробила це повністю своїм [власними] підготовками та дослідженнями, і це була така весела динаміка". Гіддлстон продовжив свої коментарі, сказавши: «Я думаю, що для Локі це було б цілком дестабілізуюче», коли він зустрівся з альтернативною версією самого себе.
Намір творця Майкла Волдрона з Сільві полягав у тому, щоб вона зіграла роль у самоактуалізації Локі та визволенні від лиходійського зображення в попередніх фільмах, а Волдрон прокоментував, що «зустрічаючись із Сільві і вперше піднявши до нього дзеркало» він відчуває [прихильність] до себе … у Сільві він бачить у собі речі, якими можна захоплюватися «. У шоу „Сільві“ — це любовний інтерес Локі, ідея, сформована в самих ранніх етапах шоу від Волдрона, який хотів, щоб його неохочі стосунки з нею розвивали його характер „у надії, що, можливо, це також про те, що він навчився прощати себе“.». Волдрон також додав: «Софія така дивовижна актриса … Я думаю, ви знаєте, що робить її чудовою фольгою для Тома … [це видно всюди]». На сумніви щодо роману між Локі та Сільві, Гіддлстон похвалив цю героїню, пояснивши: "Я не думаю, що стосунки Локі з самим собою були дуже здоровими … було приємно бачити, як він стикається з аспектами, від яких він тікає. також Сільві не Локі. Сільві — це Сільві. Це теж цікаво". Геррон також виявив, що її романтичний інтерес є унікальним: "… [у цьому] є щось цікаве. Вона — це він, але це не він. Вони мали такий різний життєвий досвід. Тож просто з точки зору ідентичности було цікаво розібратися в цьому " Вона додала: "Погляд, який вони поділяють, у цей момент [почався як] розквітла дружба. Тоді вони обоє вперше відчули, що це було: «О, це може бути щось більше? Що це я відчуваю?»
Рейчел Пейдж з Marvel.com визначила Сільві як «неймовірно охоронювану з високими стінами, спорудженими навколо неї, щоб захистити себе від усього — і від фізичних бійок, і від почуттів». Дуга персонажа намагалася зруйнувати ці стіни, зберігаючи при цьому зосередженість на помсті проти УЧЗ, що перевершувало всі інші аспекти її розвитку. Ді Мартіно відзначив остаточний смуток персонажа в останні хвилини одного фіналу сезону «На всі часи. Завжди.»: «Вона вбиває його, вона просто зовсім не виконана. Вона не зробила того, що хотіла зробити … вона не відчуває такого полегшення.» За словами Геррона, Сільві рухає помста, біль і гнів, аналог Локі в Торі (2011). Про свою арку в першому сезоні вона прокоментувала: "Локі каже їй: " Ти не отримаєш те, що хочеш ". Але її ще немає. На її шляху самовідновлення вона не там, де він" Незважаючи на це, Геррон заявила, що її почуття, захоплені в поцілунку між нею і Локі, були щирими, але інші її почуття перегнали це, що призвело до її зради і бажання зняти УЧЗ раз і назавжди: "Я думаю, що вона, безумовно, піклується про нього але я завжди трактую поцілунок як прощання. Я не думаю, що це обов'язково повний трюк, і я не думаю, що її почуття були хитрістю ". Ді Мартіно, коментуючи фінал першого сезону, виявив, що «для Сільві вона просто на місії помсти» через «руйнування її життя, [відняття у неї], такого роду гніву». І якщо ви хочете думати про це в цих термінах, її «славна мета» «додає, що вона» пекло "у своїй місії протягом усієї серії.
Як і Локі, вона бісексуальна, аспект, який вважають Геррон та Ді Мартіно важливими для представлення та шанування скандинавської мітології персонажа. Багато засобів масової інформації, включаючи Los Angeles Times, відзначили, як це включення імітує комікси, знайшовши цю деталь «великим кроком для КВМ, який роками закликався до свого жахливого досвіду, коли справа доходить до включення ЛГБТК».

## Біографія

### Раннє життя
Подібно до варіанту Локі 2012 року, Локі народилася льодяним велетнем, і його батько Лауфі покинув немовлям. Під час наслідування порятунку Асгарда під час гри з її іграшками, Локі заарештувала Равонна Ренслаєр (тоді ще відома як Мисливець А — 23) від імені УЧЗ в дитинстві за «злочини проти Священної шкали часу». Рятуючись від часу за допомогою ТемПад від Renslayer, Локі навчилася ховатися від УЧЗ протягом наступних століть, прийнявши псевдонім «Sylvie», намагаючись «звільнити» Sacred Timeline від УЧЗ, розробляючи метод володіння тілом для досягнення своїх цілей.

### Бомбардування Священного часоряду
Після вбивства кількох команд протоколів УЧЗ та викрадення їх звинувачень, Сільві відстежується за допомогою альтернативної версії себе під час урагану в 2050 році в Алабамі, де, відхиливши його пропозицію працювати разом, щоб повалити Хранителів часу, і відкрилася йому, вона виконує свою схему; телепортуючи звинувачення, які вона вкрала, до різних місць вчасно, «бомбардуючи» Священний часоплин і відправляючи часову шкалу в хаос, щоб відвернути увагу УЧЗ, щоб вона могла вбити Хранителів часу. Вона телепортується до УЧЗ через двері часу, і Локі йде за нею.

#### Ламентис-1 і зв'язок з Локі
У штаб — квартирі УЧЗ Сильві та Локі зустрічаються з Ренслаєром. Оскільки Сільві погрожує вбити Локі, Локі використовує ТемПад, щоб телепортувати їх на Місяць Ламентис-1 у 2077 році, поки вона знищується падаючою планетою. Після того, як Локі випадково зламав ТемПад, Сільві та Локі об'єднуються, щоб уникнути Місяця, маскуючись під охорону та його в'язня, щоб сісти на евакуаційний потяг, де Сільві та Локі зв'язуються за напоями та відмінностями в минулому. Після того, як їх виявили та викинули з поїзда, Сільві та Локі планують захопити евакуаційний корабель, який, згідно з «Священном часоплином», буде знищений перед від'їздом з Місяця, але зазнає невдачі. Локі дізнається від Сільві, що всі в ТВА — це варіанти, що полюють на інші варіанти, і Локі відкриває Сильві, що більшість варіантів, які працюють на ТВА, включаючи Мобіуса М. Мобіуса та Мисливця В — 15, не знають, що вони самі є варіантами.

#### Протистояння хронометристам
Зі зламаним ТемПад Сільві та Локі приходять до миру у зв'язку з наближенням своєї смерті. Після того, як пара утворює романтичну зв'язок, яка породжує подію Nexus, перпендикулярну до Священного часоплину, їх заарештовує УЧЗ, а Хантер В — 15 таємно везе Сильвію до RoxxCart у 2050 році, щоб дізнатися правду про себе та її життя до УЧЗ. Локі та Сільві ведуть до Хранителів часу у супроводі Ренслаєр та групи Мінуменів. Мисливець В — 15 втручається, звільняючи їх від нашийників, і в сутичці, що виникла, бійців вбивають, а Сенві вбиває Ренслаєр без свідомости. Потім Сільві відрубає голову одному з Хранителів часу, які виявляються всі андроїдами. Ренслаєр повертає її свідомість і викреслює Локі з існування, коли він готується розповісти Сільві про свої почуття до неї.

#### Порожнеча
Сільві вимагає правди від Ренслаєр, який так само не знає про створення УЧЗ, як і вона. Повідомивши їй, що Локі не був убитий, а відправлений до «Пустоти» в кінці часу, коли його обрізали, вона приходить до висновку, що той, хто за межами Пустоти, є фактичним творцем ТВА. Вона обрізає себе і возз'єднується з Мобіусом, який проводить її до Локі та інших варіантів Локі, щоб скласти план втечі від Аліота, жахливої хмари, яка споживає матерію. Вона і Локі об'єднують свої сили, щоб зачарувати Аліот, тоді як Класичний Локі купує час, відволікаючи увагу істоти, жертвуючи собою. Локі і Сільві успішно підкоряють Аліот і проходять повз Пустоту. Помітивши вдалину цитадель, пара йде до неї.

#### Протистояння Тому, хто залишився
Увійшовши в Цитадель наприкінці часу, Локі та Сільві зустрічають Міс Хвилинку, яку безпосередньо створив творець УЧЗ. Вона пропонує їм можливість втекти, домовляючись про угоду, яка дозволила б їм повернутися в часоплин і жити життям, де всі їхні бажання виконуються. Вони відмовляються від її пропозиції, розуміючи, що це доля, яка привела їх до кінця часів. Вони зустрічаються зі справжнім творцем УЧЗ, людиною на ім'я «Той, хто залишився», якого не можна вбити зусиллями Сільві, тому що він знає все, що станеться в майбутньому. Він розкриває справжню історію УЧЗ, і вона поклала край Мультивсесвітній війні, яку вели його варіанти. Локі і Сільві сперечаються, чи вбити Того, хто залишився, який не знає, що станеться після певного моменту. Хоча вона цілує його і визнає їх зв'язок, Сільві посилає його через версію штаб — квартири УЧЗ через ТемПад. Щоб помститися за всі страждання, які принесла їй УЧЗ, вона вбиває чоловіка, який каже їй, що «побачить її незабаром». Розуміючи, що Той, Хто Залишався, не бреше про походження УЧЗ, вона в тузі дивиться на нові гілки часоплину, коли починає створюватися Мультивсесвіт.

## Зовнішній вигляд
Ді Мартіно, Ерон, дизайнер костюмів Крістін Вада та дизайнер волосся Емі Вуд розробили свій зовнішній вигляд максимально практичним, одночасно визнаючи життя героя «брудною роботою», щоб відволіктися від стереотипних жіночих костюмів у кіно, таких як високі підбори. Погляд мав на увазі відобразити «цей персонаж [перебуваючий] у бігу … [не] комфортне існування», за словами Ді Мартіно, і продемонстрував це через її початковий розпатланий вигляд. Зламаний ріг її шолома був натхненний головним убором Леді Локі в коміксах і показав, яким бурхливим було її життя до зустрічі з Локі, і як вона практично «зламана» всередині. Через вагітність Ді Мартіно під час зйомок її костюм був змінений на приховані блискавки, щоб вона могла годувати дитину між заходами. З цього приводу Мартіно сказав: «Такі маленькі (великі) речі, як це, дали мені можливість виконувати свою роботу і бути батьком… [Я] назавжди вдячний „і це“ … це були лише дрібниці, і це просто заощадило багато часу. Практично це була знахідка».
Екран Рант виявив, що, незважаючи на попередні проблеми в КВМ з незручними костюмами або непотрібною сексуальністю, прийшов до висновку, що «носіння відкритих нарядів під час боротьби зі злочинністю просто не має сенсу, і добре, що Marvel визнає, що … [це] чудовий початок, і, схоже, студія принаймні намагається врятувати своїх героїв від поганих костюмів».
Щоб її зовнішність відповідала життю, яку вона прожила до зустрічі з Локі, вони з Гіддлстоном знайшли способи включити її рідний акцент так, щоб контрастувати з Локі, зберігаючи при цьому асгардський акцент. Ді Мартіно сказав про це: «Такі дрібниці, як збереження більше мого регіонального акценту, і не намагання звучати занадто шикарно або занадто добре говорити [були включені], тому що це просто не відповідало б досвіду, який мав Сильві».

## Сприйняття
Персонаж був схвалений критиками та шанувальниками, незважаючи на початкові побоювання через плутанину щодо її особистости. У рецензії на «Ламентис» Нола Пфау звернула увагу на те, як «Сільві багато відмовилася на цьому шляху … її наполягання на тому, щоб її не називали Локі», додавши, що це малює «картину людини, яка знає сама, незважаючи на те, що або хто може вважати, що вона є … їй довелося боротися, щоб жити», і назвала її трагічною, але й симпатичною. Пишучи для IGN, Саймон Карді виявив, що Ді Мартіно «чудово зіграла роль», викликаючи зворушливе почуття людяности "у сцені між нею та Гіддлстоном у «Подорожі в таємницю». Лорен Пукетт — Папа з Елли сказала про персонажа: «Сільві, як і любов, заради якої вона стає поетичною, складна». Що стосується варіанта Локі, то Сільві з серіалу "Локі" Empire вважала персонажа «миттєво новим улюбленцем».
Деякі виявили занепокоєння стосунками Локі та Сільві, назвавши їх «самоцестом», незважаючи на те, що Волдрон вважає це необхідним доповненням до шоу, щоб сприяти розвитку їх характеру та любові до себе. Критик ВВС з питань культури Стівен Келлі назвав відносини «однією з найжахливіших фанфіків у Інтернеті», коли міркував про майбутнє шоу в огляді «Варіанта». Крістіан П. Хейнс, філософ і асистент професора англійської мови в Університеті штату Пенсильванія, обговорив з Gizmodo наслідки роману, заявивши, що «питання менше, „ чи вважається це інцестом“, і більше» що станеться, якщо це дійсно станеться" були послаблені основні соціальні правила? … Чи хаос збурить мультивсесвіт? Або все було б приблизно так само, якби ми не сприймали як належне навіть найпростіші соціальні та культурні правила? Це здається мені дуже локійським твердженням: а не революцією, насправді, швидше гострою іронією, яка підриває самосерйозні припущення про людську природу або про те, що означає бути «цивілізованим».

## Майбутнє
Про потенційне повернення Сільві у другому сезоні «Локі» Ді Мартіно знала з «чуток», але не «знала офіційно, чи це станеться».